# 通政使司副使
通政使司副使。為中國清朝官职之一。
順治元年，初設左通政滿洲漢人各一人，乾隆十三年改左通政為通政副使。滿洲初係三品，順治十六年改為四品，康熙六年復為三品，九年定滿洲漢人俱為正四品。該職位為通政使司的從官，相當於現任次長。職責為輔佐通政使審閱校閱題本，轄下有參議等從官。除此，也配置在處理冤情的登聞鼓廳。